# Barmécides
Les Barmécides ou Barmakides sont les membres d'une famille de la noblesse persane originaire de Balkh en Bactriane (au nord de l'Afghanistan). Cette famille de religieux bouddhistes (paramaka désigne en sanskrit le supérieur d'un monastère bouddhiste) devenus zoroastriens puis convertis à l'islam a fourni de nombreux vizirs aux califes abbassides. Les Barmakides avaient acquis une réputation remarquable de mécènes et sont considérés comme les principaux instigateurs de la brillante culture qui se développa alors à Bagdad.

## Khâlid
Le premier, le calife Al-Mansûr demanda conseil à Khâlid Barmécide (en). Il le chargea d’interroger son oncle `Isâ avec trois autres hommes de confiance, sur ses intentions concernant son droit de succession. Malgré la réponse négative de `Isâ, Khâlid  et ses compagnons dirent à al-Mansûr que celui-ci était prêt à renoncer publiquement à ses droits. Quand `Isâ vint voir al-Mansûr, il nia avoir accepté de renoncer ; ce fut l’occasion de l’accuser de parjure. `Isâ, discrédité renonça finalement à son droit de succession et le fils d'al-Mansûr al-Mahdî fut désigné comme successeur (vers 765). À son arrivée au pouvoir al-Mahdî dut à nouveau écarter `Isâ au profit de ses deux fils, Mûsâ al-Hadî et Hârûn ar-Rachîd (vers 780).

## Yahyâ ben Khâlid
Yahyâ ben Khâlid devint le précepteur des fils d'al-Mahdî. Hârûn ar-Rachid est l'ami d'enfance des fils de Yahyâ ben Khâlid : Fadhl ben Yahyâ (en), Ja`far ben Yahyâ, Mûsâ ben Yahyâ et Muhammad ben Yahyâ. Fadhl était frère de lait de Hârûn et Ja`far son ami intime.
Le calife al-Hâdî peu avant sa mort et sans doute inquiet de l'influence croissante de son frère et successeur désigné Hârûn ar-Rachîd, fit emprisonner Yahyâ avec semble-t-il l'intention de le tuer (787). Après la mort de al-Hâdî, l'une des premières mesure de Hârûn ar-Rachid fut de faire libérer Yahyâ ben Khâlid. Hârûn allait placer un certain nombre de membres de la famille barmécide à des postes de vizir ou de gouverneur de province. Ibn Khaldûn raconte que : « Ja`far ben Yahyâ fut même appelé « Sultan », ce qui montre qu'il avait la responsabilité générale et dirigeait l'État. »

## La fin des Barmécides
Hârûn changea très brutalement d'attitude à l'égard de cette famille. Tabarî y voit quatre motifs possibles :
1. Le vizir Yahyâ ben Khâlid  se sentant vieillir demanda à Hârûn l'autorisation de se retirer à La Mecque. Hârûn refusa lui demandant de choisir lequel de ses deux fils, Fadhl ou Ja`far devait lui succéder. Yahyâ désigna Fadhl, qui fut nommé principal vizir, mais Hârûn aurait préféré que ce soit Ja`far qui soit choisi.
2. Au même moment la requête d'un ouléma de Raqqa parvient à Hârûn dénonçant Yahyâ ben Khâlid  et sa famille comme une famille d'athées.
3. Ja`far ben Yahyâ avait commis une erreur en libérant sans prévenir Hârûn le rebelle Yahyâ qui était emprisonné depuis 788.
4. Enfin  Hârûn avait une sœur nommée Abbâssa qui l'avait protégé contre la vindicte de son aîné al-Hâdî. Hârûn donna sa sœur en mariage à Ja`far ben Yahyâ, étant entendu que ce mariage devait être un « mariage blanc ». `Abbâssa était belle et fut rapidement enceinte de Ja`far ben Yahyâ malgré sa promesse.

Hârûn décida de partir en pèlerinage à La Mecque avec les Barmécides. À son retour en Irak, au cours d'un festin Hârûn demanda à un eunuque de convoquer Ja`far ben Yahyâ dans sa tente et de lui couper la tête. L'eunuque au dernier moment n'exécuta pas cet ordre de crainte qu'il ne fût dû à l'ivresse et que cela lui soit reproché le lendemain. Il revint près de Hârûn accompagné de Ja`far ben Yahyâ, sur quoi Hârûn dit « Ce n'est pas Ja`far ben Yahyâ que je t'ai demandé, mais sa tête ». L'eunuque trancha la tête de Ja`far ben Yahyâ. Hârûn envoya la tête de Ja`far ben Yahyâ à Bagdad et fit arrêter Yahyâ ben Khâlid  et ses trois fils. Yahyâ ben Khâlid  mourut en prison de ses tortures. Hârûn fit égorger en sa présence Fadhl ben Yahyâ et toute la famille Barmécide, sauf les plus jeunes enfants (803).

## Dans la culture
Les malheurs des Barmécides ont été chantés par les poètes orientaux. Ils ont aussi fourni le sujet de plusieurs tragédies dont une de Jean-François de La Harpe (1739 - 1803). Cette tragédie écrite en 1774 et intitulée « Les Barmécides » a été créée au Théâtre français le 11 juillet 1778. Elle n'a été représentée que onze fois. Voltaire aurait dit à son auteur : « Mon ami, cela ne vaut rien, jamais la tragédie ne passera par ce chemin là ». L'histoire du vizir Já far ben Yahyâ et de ses relations avec Hárûn ar-Rachid a fait l'objet de plusieurs conte des Mille et Une Nuits, la Fin de Giafar et des Barmakides, dans la traduction de Joseph-Charles Mardrus, lui-même repris par Catherine Hermary-Vieille dans son roman Le Grand Vizir de la Nuit.